# مازدا أر 360
مازدا أر 360 (بالإنجليزية: Mazda R360)‏ هي سيارة من تصنيع شركة مازدا.